# فستان زفاف غريس كيلي
يعد فستان زفاف غريس كيلي الممثلة الأمريكية، الذي ارتدته في حفل زفافها على رينيه الثالث أمير موناكو في التاسع عشر من أبريل عام 1956 واحداً من أكثر فساتين الأعراس أناقةً و أكثرهم تداولاً و شهرةً منذ منتصف القرن العشرين وحتى يومنا هذا

## اقرأ ايضًا
- فستان زفاف الملكة فيكتوريا
- فستان زفاف جاكلين كينيدي
- فستان زفاف ديانا سبنسر